# Альзаїн Тарек
Альзаїн Тарек (1 січня 2005) — бахрейнська плавчиня. Учасниця Чемпіонату світу з водних видів спорту 2015 (на дистанціях 50 метрів вільним стилем та 50 метрів батерфляєм). Десятирічна Тарек стала наймолодшою учасницею чемпіонатів світу з плавання в історії.